# Свети мученици Никандар и Маркијан
Свети мученици Никандар и Маркијан, Хиперехије, Аполон, Леонида Египатски, Арије, Горгија, Селиније, Иреније и Памбл су хришћански мученици и светитељи из 4. века. 
Живелли су и мученички страдали у Египту, под царем Максимијаном тако што су након мучења посечени. Православна црква спомиње свете мученика 8.(21.) јуна.
Као хришћани, ови свети мученици су мучени од стране хегемона Максима, а након тога бачени тамницу. После двадесет дана изведни су из тамнице, а би их поново приморавали да се одрекну вере у Исуса Христа. Но они су то одбили и поново исповедили своју хришћанску веру. Због тога су стругани железним ноктима, па о дрво вешани, па усијаним гвожђем жигосани,  свећама палили, голе на жеравицу полагали, моткама тукли, на ране им стављали со и оцат, трљали им ране оштрим четкама, камењем им уста и вилице поломили. А жена светог Никандра, која је све то посматрала, храбрила је свога мужа да истраје у мукама. Жена светог Маркијана чинила је сасвим супротно: она је плакала и показивала мужу њихово дете, да мученику потресе душу. Маркијан је на то, узевши дете, подигао очи к небу и рекао: „Господе, ако хоћеш, старај се о овом детету!” - Па пољубивши дете, продужио путем мучеништва. После тога светиммученицима су ножем одсекли језике, да би им на крају одрубили главе.